# Nordic Financial Unions
Nordic Financial Unions (NFU), tidigare Nordiska finansanställdas union, är en samarbetsorganisation för fackliga organisationer inom bank, finans och försäkring i Norden. Den består (2014) av åtta medlemsorganisationer.
Organanisationens syfte är att vara en lobbyorganisation på europeisk nivå (främst EU) för sina medlemmar. Den har sitt säte i Stockholm.
I många år leddes organisationen av Jan-Erik Lidström, som 1977–2008 även var kanslichef och generalsekreterare för Nordiska bankmannaunionen.

## Medlemsorganisationer
Sju fackliga organisationer står bakom NFU:
- Forsikringsforbundet, Danmark
- Finansforbundet, Danmark
- Fackförbundet Pro, Finland
- Samtök starfsmanna fjármálafyrirtækja (SSF), Island
- Finansforbundet, Norge
- Finansförbundet, Sverige
- Facket för försäkring och finans (FTF), Sverige

### Fotnoter
1. ↑  ”Internationellt samarbete ger framgångar i påverkan av EU-lagstiftning”. Finansförbundet. 26 februari 2014. Arkiverad från originalet den 1 augusti 2017. https://web.archive.org/web/20170801101159/https://www.finansforbundet.se/nyheter--press/nyheter/nyheter-2014/internationellt-samarbete-ger-framgangar-i-paverkan-av-eu-lagstiftning/. Läst 28 juli 2017.
2. ↑  Mac Lennart Lindskog och Claes Wiklund (10 juli 2015). ”Jan-Erik Lidström” (på svenska). Dagens nyheter. http://www.dn.se/arkiv/familj/jan-erik-lidstrom-2/. Läst 28 juli 2017.
3. ↑  ”About NFU”. NFU. Arkiverad från originalet den 18 september 2020. https://web.archive.org/web/20200918132704/https://nordicfinancialunions.org/about-nfu/. Läst 29 juli 2017.